# Louis Abram
Pour les articles homonymes, voir Louis Abram (homonymie) et Abram.
Louis Abram, né Justin Marie Louis Abram le 25 septembre 1860 à Saint-Paul-de-Fenouillet (Pyrénées-Orientales) et mort le 13 août 1945 à Perpignan (Pyrénées-Orientales), est un industriel français.

## Biographie
Louis Abram est issu d'une famille originaire de la région de Narbonne dans l'Aude. C'est son grand-père Justin Abram qui s'installe à Saint-Paul-de-Fenouillet au début du XIXe siècle, après avoir épousé l'héritière d'une importante famille locale de négociants et de tanneurs, les Lazeu. Son père Aristide Abram (1825-1901) devient lui-même tanneur et épouse Élisabeth Vaysse (1835-1914), issue d'une famille de médecins.
Né à Saint-Paul-de-Fenouillet en 1860, Louis Abram souhaite devenir médecin et est envoyé au lycée de Carcassonne. Il est malheureusement obligé d'interrompre ses études pour aider son frère à la tannerie familiale. De cette activité, il apprend cependant la gestion de l'eau et des forces motrices hydrauliques. C'est donc logiquement, qu'après avoir travaillé quelque temps dans diverses autres entreprises, il cède à l'influence de l'un de ses anciens camarades de lycée devenu ingénieur hydraulique, Joachim Estrade, afin de se lancer dans la production d'électricité.
Il devient un des pionniers de la production d'électricité dans les départements des Pyrénées-Orientales et de l'Aude, en particulier d'origine hydraulique. Son entreprise apporte l'électricité, dès les années 1890, dans plusieurs communes, dont certaines très reculées. Il construit plusieurs usines hydroélectriques, souvent en modernisant des moulins existants, à la demande de communes mais aussi pour son propre compte (ex : Padern) et crée son réseau de distribution électrique. En 1936, son entreprise est reprise par son fils Henry Abram.
En 1903, il est victime d'un grave accident de voiture à Maury, dans lequel il est blessé à la tête et aux jambes.
Il publie un livre de poésie occitane et catalane.
Il meurt à Perpignan en 1945.
En 1946, son réseau de distribution électrique est nationalisé (création d'EDF).